# Forez
Der Forez ist eine ehemalige Provinz Frankreichs, die in etwa dem Zentralbereich des Départements Loire und einem Teil des Départements Haute-Loire entspricht. Der Forez wird so sehr mit dem Schauplatz des Werkes L’Astrée von Honoré d’Urfé gleichgesetzt, dass die Region manchmal auch Pays d’Astrée genannt wird.

## Aussprache
Das z in Forez ist generell stumm, wird lediglich an den westlichen Hängen der Monts du Forez gelegentlich mitgesprochen. Dadurch hat Forez die gleiche Aussprache wie das französische Wort für Wald (Forêt).

## Geografie und Sprache
Die Provinz bekam ihren Namen nach dem Ort Feurs in der Ebene und gab ihn an die Bergkette der Monts du Forez, deren höchster Punkt die Pierre-sur-Haute mit 1631 Meter ist, weiter. Die Bergkette stellt eine natürliche Grenze zwischen den beiden Teilen der Landschaft dar:
- der östliche Hang und die Ebene (Plaine du Forez) bildeten ab dem 10. Jahrhundert eine Grafschaft Forez, in etwa dem heutigen Arrondissement Montbrison entsprechend. Hier wurde bis ins 20. Jahrhundert hinein ein franko-provenzalischer Dialekt gesprochen.
- der westliche Hang bis zum Fluss Dore, heute Teil des Départements Puy-de-Dôme, geriet bald unter die Herrschaft des Adels der Auvergne; hier sprach man bis ins 20. Jahrhundert hinein auvergnatisch, einen Dialekt des Okzitanischen. Dieser Teil des Forez gehörte nie zur Provinz Forez.

Die Bezeichnung Forez ging auch in den Namen des 1986 gegründeten Regionalen Naturparks Livradois-Forez (französisch Parc naturel régional Livradois-Forez) ein, der sich auf den Westhängen befindet und ebenfalls mit der alten Grafschaft Forez nichts zu tun hat. Der Naturpark gehört zum Département Puy-de-Dôme, vor allem zu den Arrondissements Ambert und Thiers, aber auch zum Norden des Départements Haute-Loire.
Die Loire ist dann auch der wichtigste Fluss im Gebiet, ein weiterer ist der 59 Kilometer lange Lignon du Forez.

## Geschichte
Politisch war der Forez im Mittelalter Teil der Region Lyonnais, lag westlich des eigentlichen Lyonnais, südlich des Charolais und Beaujolais, nördlich des Velay und Vivarais und östlich der Auvergne; seine Hauptstadt war Feurs. Weitere wichtige Städte sind Montbrison, das 1441 zur Hauptstadt wurde, Saint-Étienne, Roanne und Saint-Just-Saint-Rambert. Die Bewohner des Landstrichs waren die Segusiaver, deren Hauptort Forum Segusiavorum, das heutige Feurs. Bereits zur Zeit der Karolinger wurde die Gegend nach diesem Ort Pagus forensis genannt. Einen Zusammenhang mit dem Wort Forêt (Wald) gibt es nicht: dieses Wort tritt im 12. Jahrhundert erstmals auf.
Während der Französischen Revolution gehörte der östliche Teil des Forez zu einem Département Rhône-et-Loire, das aber schon 1793 in die Départements Rhône und Loire geteilt wurde.